# Reinhold Gmeinbauer
Reinhold Gmeinbauer (* 21. November 1963 in Sankt Marein im Mürztal) ist ein österreichischer Manager und Unternehmer.

## Werdegang
Als Chemielaborant begann Gmeinbauer seine berufliche Tätigkeit, die er nach einem zweijährigen Musikstudium als Polizeibeamter fortsetzte. Ab 1990 war er in leitenden Positionen im Verkauf und Marketing bei den Unternehmen „Verlag MediaMix“, „Event Media“ und „Das Agenturhaus“ tätig. 1997 wechselte Gemeinbauer zur „Grazer Woche“, der er ab 1999 als Geschäftsführer vorstand. Die anschließende Geschäftsführung der Styria Wochenzeitsholding führte ihn 2004 in die Geschäftsführung der Tageszeitung Die Presse, in der er von 2005 bis 2012 als Vorsitzender agierte. Gemeinsam mit Chefredakteur  Michael Fleischhacker führte er das Unternehmen nach  Verlusten wieder in die Gewinnzone. Unter seiner Verantwortung wurde 2009 die „Presse am Sonntag“ gegründet und die Marke „Die Presse“ einer Neupositionierung unterzogen. Im gleichen Jahr wurde Gmeinbauer  aufgrund seiner maßgeblichen Beteiligung an der Einführung und Umsetzung der „Presse am Sonntag“ zum „Medienmanager des Jahres“ gewählt. Seine  Kenntnisse und Erfahrungen im Verkauf hat er 2010 in Buchform veröffentlicht.
Von 2013 bis 2014 war Gmeinbauer als Medienunternehmer und Geschäftsführer der Medecco Holding tätig. Die gemeinsam mit dem ehemaligen Styria-Vorstand  Horst Pirker gegründete Beteiligungsholding versteht sich als Medienboutique, die  Magazine im Kunst- und Architekturbereich erworben hat sowie eine Beteiligung an Datum hält.

## Werke
- Reinhold Gmeinbauer: Bestseller – Mein Weg als Verkäufer.  Styria. 2010. ISBN 978-3-222-13320-6